# ウィームズ伯爵
ウィームズ伯爵（英: Earl of Wemyss, [ˈwiːmz] / WEEMZ）は、イギリスの伯爵、貴族。スコットランド貴族爵位。ジョン・ウィームズが1633年に叙されたことに始まる。1810年以降は、マーチ伯爵と継承者を一にする。

## 歴史

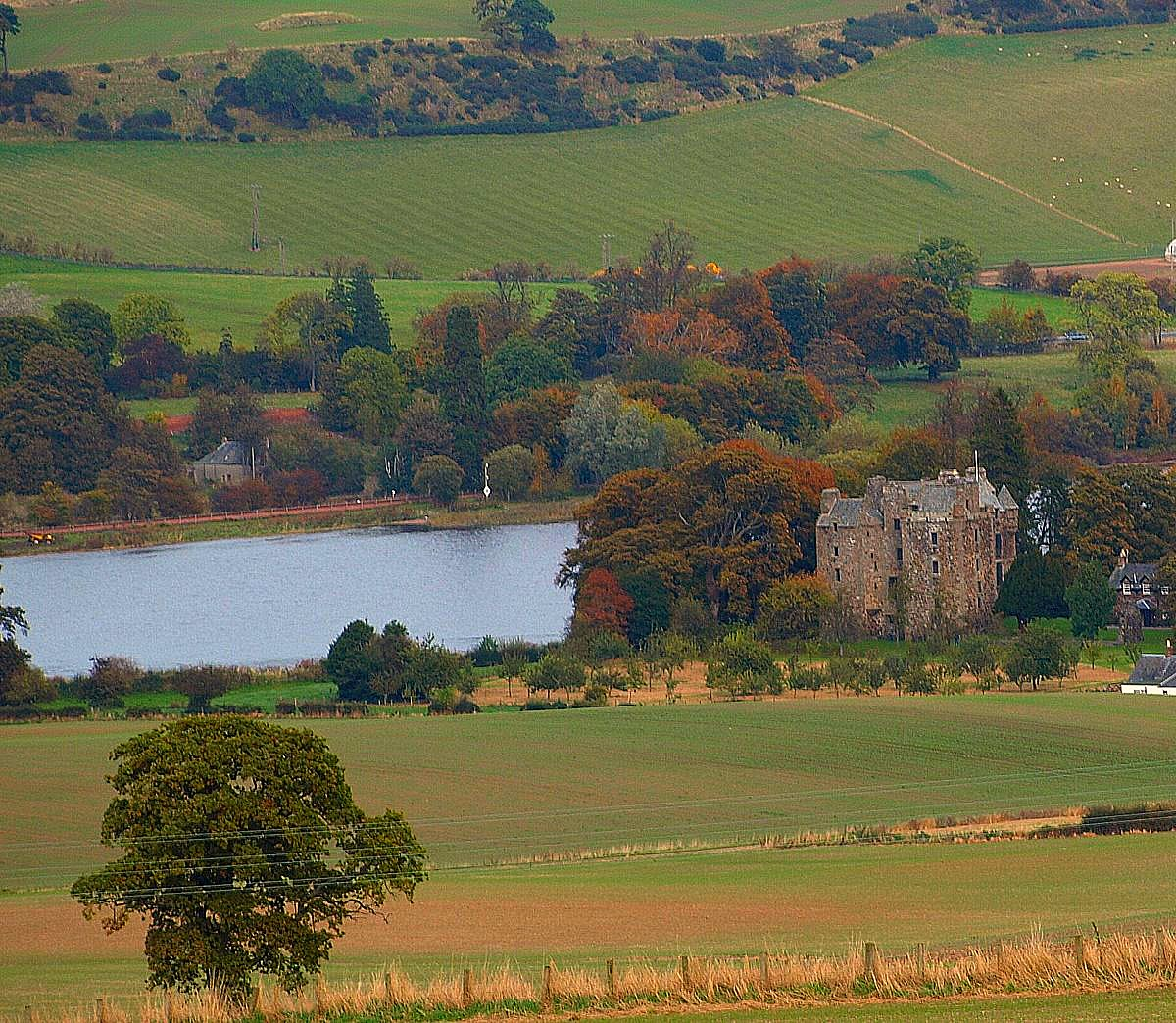
一族の古城エルホー城を望む

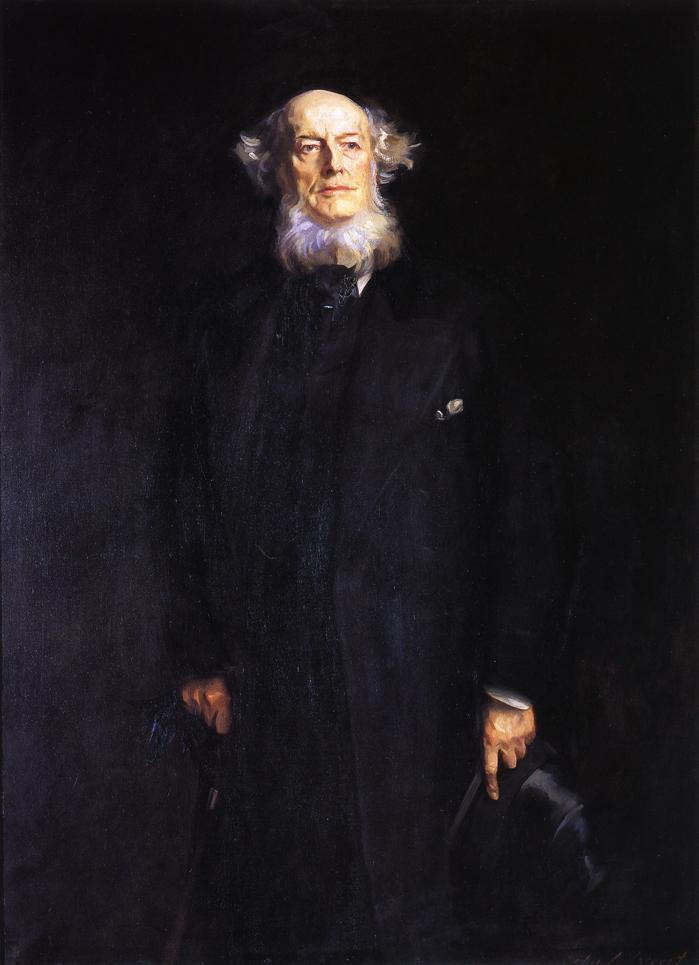
10代伯フランシス

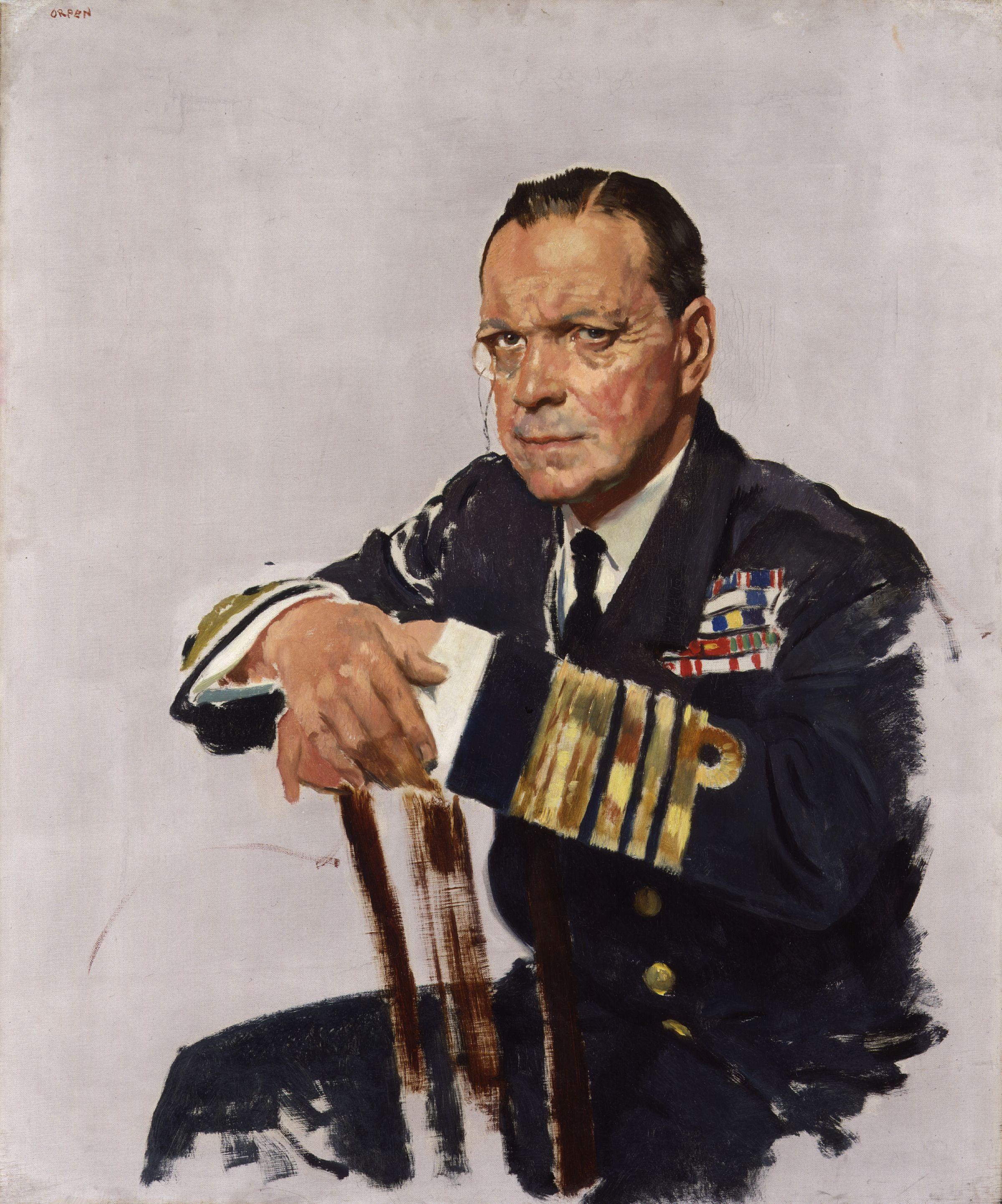
伯爵家の親族ロスリン・ウィームズ海軍元帥。

伯爵家の祖ジョン・ウィームズ (1665-1705) は枢密顧問官や国教会総会勅使を務めた人物である。
彼は1625年にノヴァ・スコシアの準男爵に叙せられたのち、1628年にエルホーのウィームズ卿 (Lord Wemyss of Elcho) に昇叙した。
ジョンは1633年にさらにウィームズ伯爵 (Earl of Wemyss) に陛爵するとともに、併せてエルホー＝メシル卿 (Lord Elcho and Methel) を授けられている。一連の爵位はすべてスコットランド貴族爵位であり、彼の男子への継承を求めるものであった。
その後、2代伯デイヴィッド 1610-1679) は1672年の時点で15人の子供に先立たれてしまい、末娘マーガレットが存命するのみとなった。そこで、彼は爵位を一度王冠に返還（ノヴォダマス）し、マーガレットとその子孫に相続を許す再叙爵を受けている。デイヴィッドが没すると準男爵位は廃絶した一方、残る爵位を彼女が相続した。
その子である4代伯デイヴィッド 1678-1720)はスコットランド王国とイングランド王国合同時にスコットランド代表の1人に選ばれている。
彼は長男に早世されていたため、爵位は次男ジェームズが継承した。
5代伯ジェームズ 1699-1756) の頃に、彼の息子デイヴィッド (1721-1787) が1745年ジャコバイト蜂起に身を投じた廉で私権剥奪を受ける事件が起きている。
このため、デイヴィッドは父の爵位を継ぐことができず、その財産も三男ジェームズが限嗣相続をすることで一応の解決を見た。また、5代伯の婚姻を通じて、チャータリス家の財産が伯爵家に舞い込むこととなる。
その次男フランシス 1723-1808) は1771年に母方の「チャータリス」の紋章とその名を用いることを許されている。
彼の孫フランシス (1772-1853) は父祖同様にウィームズ伯爵を仮冒したほか、親族の第3代マーチ伯爵の死後はこれも加えて、爵位の請願を行っていた。彼はその後の1826年に貴族院による爵位回復の決議を受けて、80年ぶりに伯爵位を取り戻している。フランシスが1810年にマーチ伯爵とそれに付随する爵位を継承していたため、これ以降はウィームズ伯爵とマーチ伯爵は継承者を一つにする。
フランシスは爵位回復に先立つ1821年に新規に連合王国貴族爵位のファイフ州ウィームズのウィームズ男爵 (Baron Wemyss, of Wemyss in the County of Fife) に叙されたため、歴代当主は自動的に貴族院に議席を得ることとなった。
その孫にあたる8代伯フランシス (1818-1914) は、1881年から1910年にかけて女王ヴィクトリア及び国王エドワード7世の副官を務めた。
その直系のひ孫にあたる13代伯ジェームズ (1984-) が伯爵家現当主である。
ウィームズ伯家からは著名人物が輩出されている。ナポレオン戦争期に活躍したウィリアム・ウィームズ将軍（1814年に陸軍大将）や、第一次世界大戦を戦ったロスリン・ウィームズ海軍元帥（第12巡洋艦戦隊司令、東インド艦隊司令長官、第一海軍卿を歴任）の名が挙げられる。
また、エリザベス女王の私設秘書を務めたマーティン・チャータリスも一族の出身である。

### 伯爵家の邸宅
伯爵家の本邸はイースト・ロージアン州ロングニドリーに位置するゴスフォード・ハウス。伯爵家は他にもスタンウェイ・ハウス、ニードパス城及びエルホー城を有する。

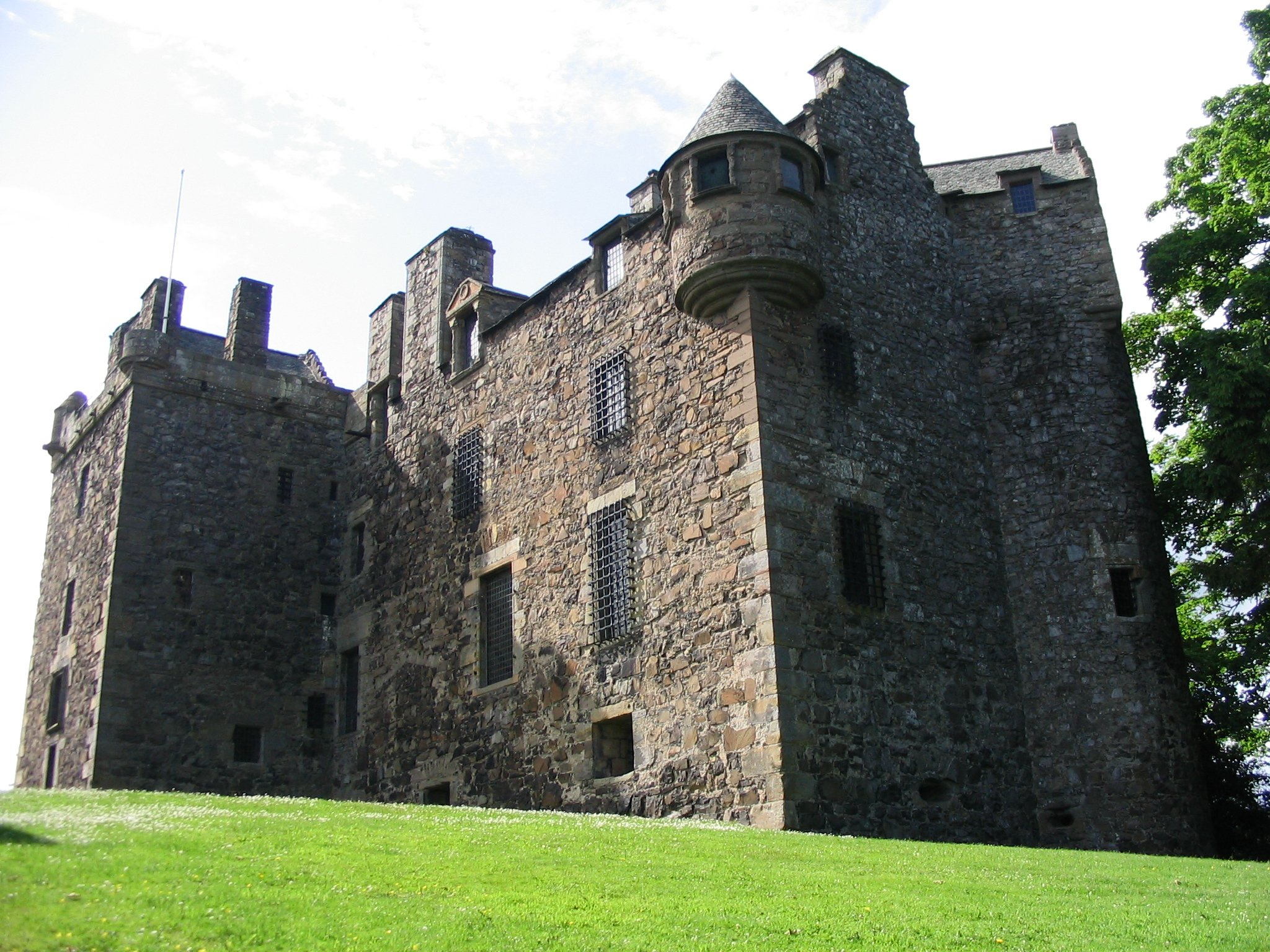
エルホー城（英語版）。パース＝キンロス州パース近郊のテイ川沿いに建つ。現在も伯爵家の管理下にある。
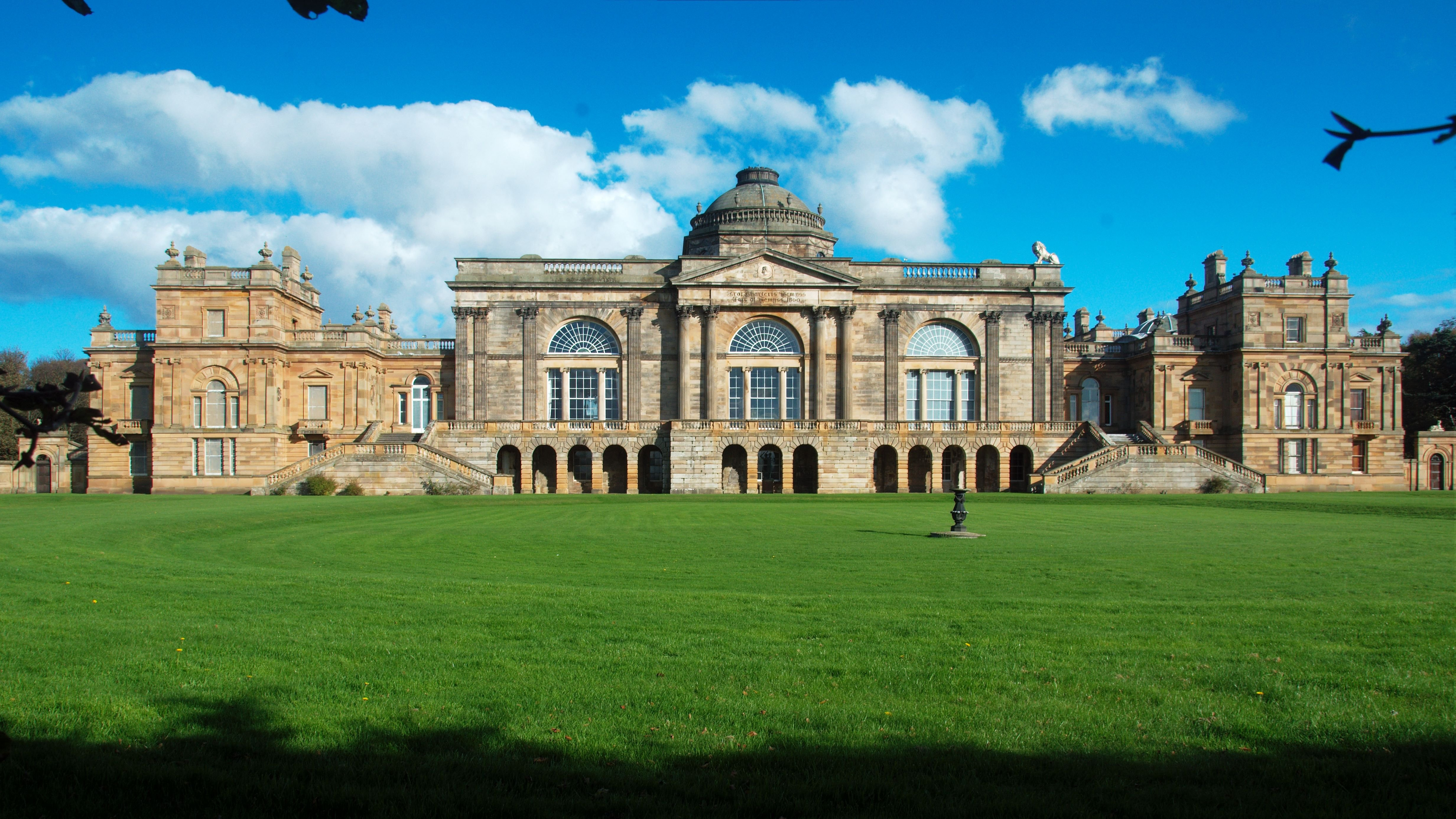
ゴスフォード・ハウス（英語版）。伯爵家の現在の本邸。イースト・ロージアン州ロングニドリー（英語版）に所在。
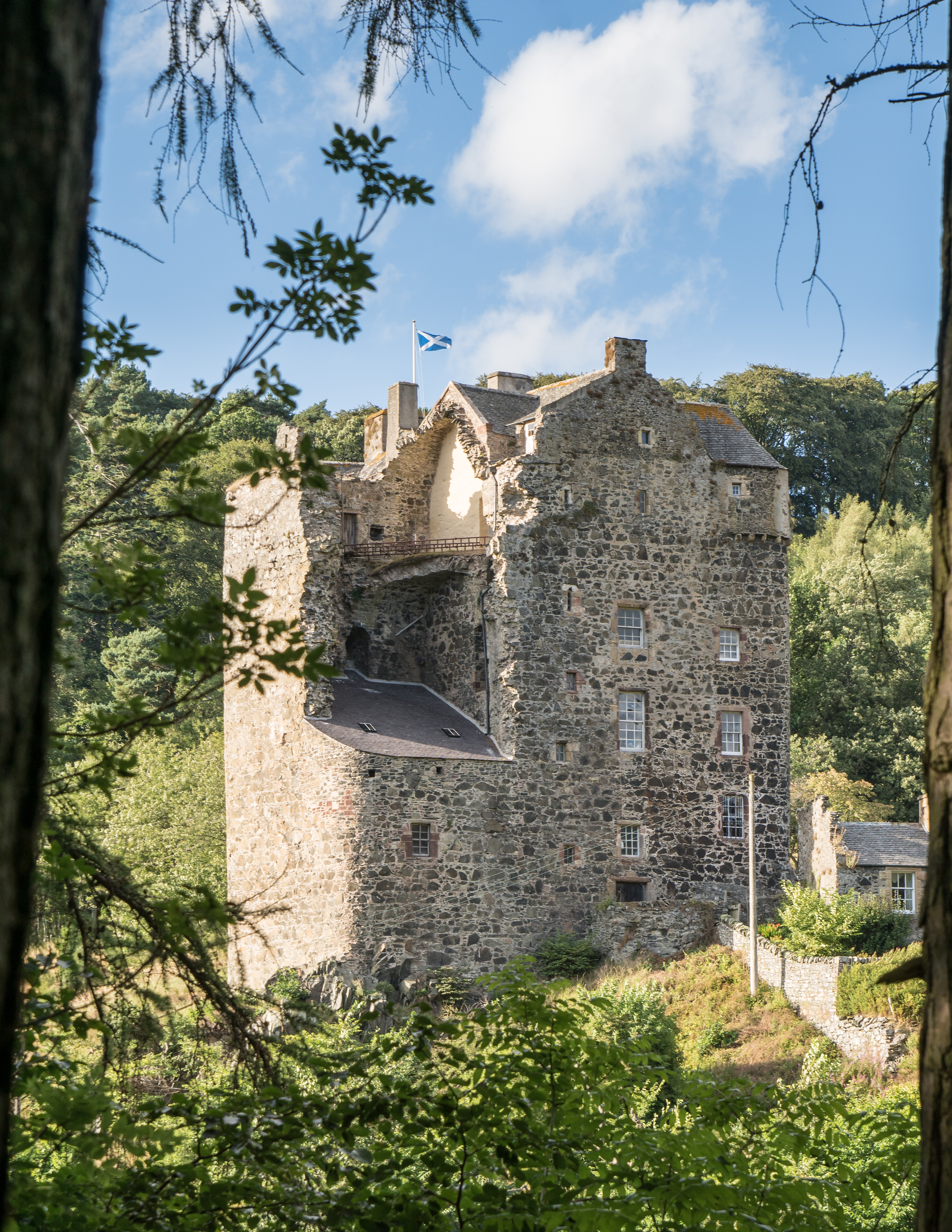
ニードパス城（英語版）。ピーブルスシャー州（英語版）のツイード川沿いにある。伯爵家所有だが、一般非公開。
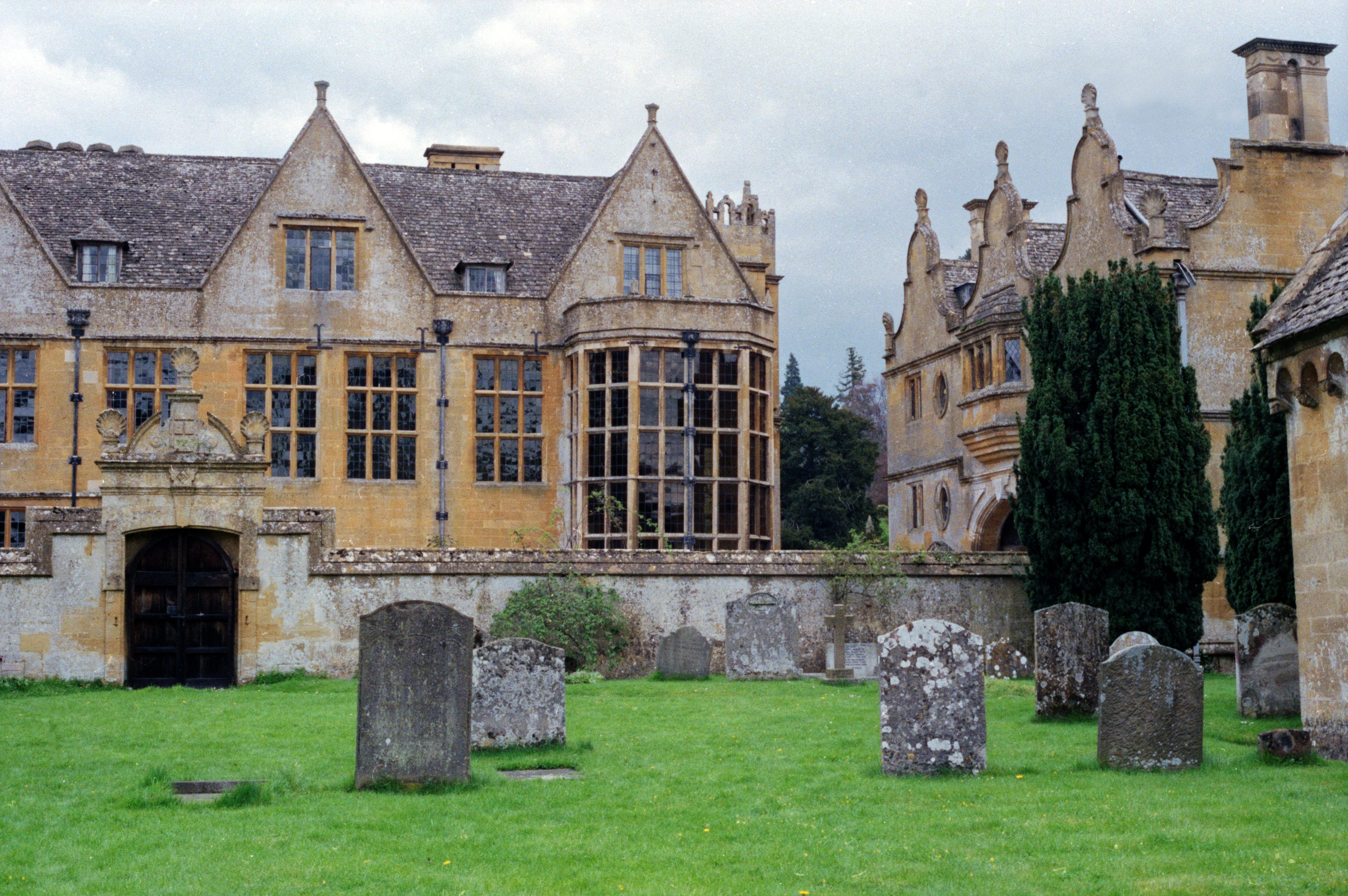
スタンウェイ・ハウス（英語版）。グロスターシャー州スタンウェイ（英語版）に位置する。伯爵家のイングランドにおける邸宅。

## 現当主の保有爵位
現当主である第11代ウィームズ伯爵ジェームズ・ドナルド・チャータリスは、以下の爵位を有する。
- 第11代ウィームズ伯爵 (11th Earl of Wemyss)
（1633年6月25日の勅許状によるスコットランド貴族爵位）
- 第9代マーチ伯爵 (9th Earl of March)
（1697年4月20日の勅許状によるスコットランド貴族爵位）
- 第9代ピーブルス子爵 (9th Viscount of Peebles)
（1697年4月20日の勅許状によるスコットランド貴族爵位）
- 第11代エルホーのウィームズ卿 (11th Lord Wemyss of Elcho)
（1628年4月1日の勅許状によるスコットランド貴族爵位）
- 第11代エルホー＝メシル卿 (11th Lord Elcho and Methil) ※法定推定相続人の儀礼称号
（1633年6月25日の勅許状によるスコットランド貴族爵位）
- 第9代ニードパス、ライン及びマナードのダグラス卿 (9th Lord Douglas of Neidpath, Lyne and Munard)
（1697年4月20日の勅許状によるスコットランド貴族爵位）
- 第6代ファイフ州ウィームズのウィームズ男爵 (6th Baron Wemyss, of Wemyss in the County of Fife)
（1821年7月17日の勅許状による連合王国貴族爵位）

## ウィームズ伯爵（1633年）
- 初代ウィームズ伯爵ジョン・ウィームズ (?-1649)
- 第2代ウィームズ伯爵デイヴィッド・ウィームズ (1610–1679)
- 第3代ウィームズ女伯爵マーガレット・ウィームズ (1659–1705)
- 第4代ウィームズ伯爵デイヴィッド・ウィームズ (c. 1678–1720)
- 第5代ウィームズ伯爵ジェームズ・ウィームズ (1699–1756)
  - （第6代ウィームズ伯爵を自称）デイヴィッド・ウィームズ（英語版） (1721–1787) (1746年に私権剥奪)
  - （第7代ウィームズ伯爵を自称）フランシス・チャータリス (1723–1808)
- 第6代ウィームズ伯爵（第4代マーチ伯爵）フランシス・チャータリス＝ウィームズ＝ダグラス (1772–1853) (1826年に爵位回復)
- 第7代ウィームズ伯爵（第5代マーチ伯爵）フランシス・チャータリス＝ウィームズ＝ダグラス (1796–1883)
- 第8代ウィームズ伯爵（第6代マーチ伯爵）フランシス・リチャード・チャータリス（英語版） (1818–1914)
- 第9代ウィームズ伯爵（第7代マーチ伯爵）ヒューゴ・リチャード・チャータリス（英語版） (1857–1937)
- 第10代ウィームズ伯爵（第8代マーチ伯爵）フランシス・デイヴィッド・チャータリス（英語版） (1912–2008)
- 第11代ウィームズ伯爵（第9代マーチ伯爵）ジェームズ・ドナルド・チャータリス（英語版） (1948-)

爵位の法定推定相続人は、現当主の一人息子であるエルホー卿(儀礼称号)フランシス・リチャード・チャータリス(1984-)。

## マーチ伯爵（1697年）
- 初代マーチ伯爵ウィリアム・ダグラス (c. 1665–1705)
- 第2代マーチ伯爵ウィリアム・ダグラス (c. 1696–1731)
- 第3代マーチ伯爵（第4代クイーンズベリー公爵）ウィリアム・ダグラス (1725–1810)
- 第4代マーチ伯爵（第6代ウィームズ伯爵）フランシス・チャータリス＝ウィームズ＝ダグラス (1772–1853)

これ以降の歴代伯爵は上記「ウィームズ伯爵(1633年)」の節を参照。